# Kukrit Pramoj
Kukrit Pramoj, född 20 april 1911 i Sing Buri, Siam, död 9 oktober 1995, var en thailändsk författare, forskare och politiker.

## Biografi
Pramoj föddes i en aristokratisk familj med kinesisk härkomst som tillhörde  överklassen bland thailändarna i sin generation. Hans föräldrar skickade honom och hans syskon till internatskolor i England, inklusive Trent College. Han tog sin kandidatexamen 1933 i filosofi, politik och ekonomi vid Queens College, University of Oxford.
Vid återkomsten till Thailand började han, efter ha arbetat en kort tid inom bankverksamhet, ägna sig åt sin sanna kallelse som var hans kompetens inom många former av kultur, inklusive politik och journalistik.
Pramoj var mycket produktiv som författare och skrev även passionerat för Siam Rath, tidningen som han grundade. För att visa hur det thailändska samhället anpassades till livet i ett modernt samhälle, började han 1953 en serie av berättelser om livet och tiden för den fiktiva Mae Ploy, som i egenskap av en ung flicka träder i tjänst hos en prinsessa  Rama V:s kungliga hushåll, och dör samma dag som Rama VIII. Dessa har senare samlats i Si Phaendin och översatt till engelska som Four Reigns. Hans unika humor erbjuder en satirisk bild av hans tidsålder.
Som en forskare, skrev Pramoj också många non-fiktionverk från historia och religion till astrologi. Mest anmärkningsvärt är hans epos och många noveller som beskriver olika aspekter av livet och dokumenterar samtidshistoria.
Som mest känd för sina litterära verk, erhöll han 1985 utmärkelsen National Artist in Thailand för litteratur. Han fick det särskilda jubileumspriset i The Fukuoka Asian Cultur Prizes 1990, båda utmärkelserna som förste mottagare. Hans verk omfattar många ämnen från humor till drama. Han var också känd som pålitligt regeringstrogen, tjänade monarkin under hela sitt liv och anses vara en av de stora statsmännen i Thailand.

## Politikern
Pramoj var grundare och ledare för landets nationalistisk-konservativa parti ”Social Handling”. Han var talman i representanthuset i Thailand 1973-1974 och var Thailands trettonde premiärminister, delar av åren 1975 till 1976, då han såväl föregicks som efterföljdes av sin bror Seni Pramoj. År 1975 upprättade han diplomatiska förbindelser med Kina.